# 中川紫郎
中川 紫郎（なかがわ しろう、明治25年（1892年）11月25日 - 昭和33年（1958年）11月13日）は、日本の映画監督、脚本家、映画プロデューサーである。帝国キネマ創立期の大監督であり、独立後は奈良に撮影所を開き、牧野省三、直木三十五、実川延松、阪東妻三郎、志波西果らと共闘し、自社製作のほか、同撮影所を「貸しスタジオ」として経営した。本名中川 四平（なかがわ しへい）。

## 来歴

### 帝国キネマの大監督として
1892年（明治25年）11月25日、岡山県川上郡東成羽村（現在の高梁市成羽町）に生まれる。戦国時代の武将・中川清秀の子孫であり、父・増治郎は川上郡落合村の村長、川上郡の郡長を歴任した。旧制岡山県立高梁中学（現在の岡山県立高梁高等学校）を1910年に卒業、旧制第六高等学校に進学、在学中に同校「北寮」の寮歌を作詞した。
その後大阪に出て、大阪歌舞伎の嵐璃徳の座付作家となる。1920年（大正9年）5月、「帝国キネマ演芸」（帝キネ）が設立されると嵐一座とともに同社小阪撮影所に入社する。脚本係から監督部へ転身、同年、嵐一座が出演した『大江山酒呑童子』で映画監督としてデビュー、同作は同年10月8日に公開された。以降、嵐の主演作のほとんどを監督して量産、128本目の監督作『愛の扉』では、小田照葉（高岡智照尼）を主演に据え、「純映画劇」と銘打って1923年（大正12年）に公開、成功を収める。同作は、以降の帝キネの映画の流れを変えたとされる。
中川の帝キネ時代の功績は、小説の映画化にいち早く取り組み、谷崎潤一郎の『お艶殺し』を最初に映画化し（『おつやと新助』、1922年）、岡本綺堂の『修善寺物語』や『鳥辺山心中』（いずれも1923年）も初めて映画化したことである。また、新人俳優市川百々之助をスターにし、広瀬五郎、森本登良男らを映画監督として一本立ちさせたことであった。当時監督志望の俳優山本嘉次郎などの面倒もよくみたが、フンドシ1本でロケ先を歩き、巡査に咎められることもあったという類の奇行の人であった。
同社に入社以来わずか4年で200本近くの映画を撮り、30歳前後の年齢ですでに「大監督」と呼ばれるまでになった中川は、1924年（大正13年）、マキノ映画製作所出身の長尾史録監督作『清姫の恋』、森本登良男監督の監督第2作『人魚の精』のプロデュースをしたのちの同年7月、同2作の公開も待たずに帝キネを突然退社、渡米した。

### 独立以降
渡米した中川はハリウッドに滞在、映画監督・映画プロデューサーのセシル・B・デミルと会見したと日本で報じられ、やがて帰国、1925年（大正14年）になると、奈良市内に「貸しスタジオ」の建設を開始、「中川映画製作所」を設立する。おなじく奈良に「連合映画芸術家協会」を設立した直木三十五、直木に協力しマキノ・プロダクション設立直後の牧野省三、松竹から一座を率いて独立した実川延松らと提携して映画の製作を行った。もっぱら小説を原作にとった文芸映画をプロデュースした。また、太秦に撮影所を立てる前の阪東妻三郎プロダクションにも、同撮影所のステージをレンタルしている（志波西果監督、阪東妻三郎主演『魔保露詩』、1925年）。
1927年（昭和2年）には松竹蒲田撮影所に迎えられ、佃血秋の脚本作を中心に4本を監督したが、同年、映画監督の志波西果が設立した「日本映画プロダクション」で鶴屋南北原作の『東海道四谷怪談』など2作を監督し、奈良の自社スタジオで撮影した。
数年映画を監督していないブランクがあるが、牧野省三によってマキノ・プロダクションに迎えられ、1929年（昭和4年）3月の時点では、マキノの提携会社「勝見庸太郎プロダクション」の理事となり、同年6月にはマキノの「時事映画部主任」に就任していた。同年7月25日に牧野が死去したあとは、マキノを去ったようである。
また、1932年（昭和7年）からは「合同映画」という小プロダクションで、1936年（昭和11年）までに4本を監督した。その後1940年代に、京城（ソウル）の京城発声映画製作所やおなじく合同映画、電通などで文化映画を撮ったが、戦後は映画界を去った。
1958年（昭和33年）11月13日、東京で脳溢血のため死去した。満65歳没。

## 人物・エピソード
大正末期、まだ一般的でなかった洋行を遂げ、帰国した中川は意気錚々たるところだったが、ハイカラな様子は少しもなかった。五分刈りの坊主頭、夏は半ズボンに下駄履き、冬は毛糸のセーターに袖なしのチャンチャンコを着て監督するという奇人だった。
マキノ省三らと同じく、中川も脚本は頭の中に入れて携帯しない監督だった。無声映画では役者はセリフを喋るふりだけでよく、脚本は映画館でセリフをしゃべる「声色」（弁士）たちが読むものだった。タバコも吸わないのに、いつもマッチの棒をポリポリかじりながら撮影していた。マッチの棒をかじることで頭の中に入れた脚本を思い出すのだといい、これがなくなると記憶が薄れるので、助監督達はいつもマッチのスペアを持っていなければならなかった。

## おもなフィルモグラフィ
Category:中川紫郎の監督映画
- 大江山酒呑童子　1920年　監督　主演嵐璃徳、実川延松
- おつやと新助　1922年　監督　原作谷崎潤一郎、主演実川延松、嵐璃徳
- 夜討曽我　1923年　監督　　主演嵐璃徳、実川延松
- 愛の扉　1923年　監督・原作・脚本　主演小田照葉
- 修善寺物語　1923年　監督　原作岡本綺堂、主演嵐璃徳、実川延松
- 鳥辺山心中　1923年　監督　原作岡本綺堂、主演嵐璃徳、松枝鶴子
- 清姫の恋　1924年　総指揮　監督長尾史録、主演嵐璃徳、市川百々之助
- 人魚の精　1924年　総指揮　監督森本登良男、主演松枝鶴子、嵐璃徳
- 春風怨　1924年　監督　原作桝本清、撮影唐沢弘光、主演嵐璃徳
- 室町御所　1925年　総指揮　監督広瀬五郎、原作岡本綺堂、主演マキノ輝子、実川延松
- 通り魔　1925年　総指揮　監督広瀬五郎、原作佐々木味津三、主演実川延松
- 生玉心中　1925年　総指揮・監督　共同監督広瀬五郎、主演実川延松
- 東海道四谷怪談　1927年　監督　原作鶴屋南北、主演鳥羽陽之助
- 平将門討伐絵巻　1932年　監督　主演浄雲居士
- 小楠公とその母　1936年　監督・脚本　主演嵐菊麿

## 註
1. 1 2 3 4 5 6 7 8  キネマ旬報社[1976], p.279-280(執筆奥田久司).
2. ↑  『日本映画監督全集』の記述に「在学中に六高北寮の歌を作詞した」とあるが、Wikipedia「寮歌の一覧#旧制第六高等学校の歌」には作詞者は「吉原一雄」とある。
3. ↑  山本[1965], p..
4. ↑  「場」への回帰 - 『三朝小唄』という装置、冨田美香、立命館大学、2008年2月2日閲覧。
5. ↑  1929年 マキノ・プロダクション御室撮影所 所員録、立命館大学、2008年2月2日閲覧。
6. ↑  『ひげとちょんまげ』（稲垣浩、毎日新聞社刊）